# Blaine (Tennessee)
Blaine – miasto w Stanach Zjednoczonych, w stanie Tennessee, w hrabstwie Grainger.